# Wernau (Neckar)
Wernau (pronunciación en alemán: /ˈvɛʁnaʊ̯/ⓘ) es una ciudad del distrito de Esslingen, en el estado de Baden-Wurtemberg, al suroeste de Alemania. Está junto al río Neckar, unos 25 km al sureste de Stuttgart. 

## Historia
Wernau fue fundada en 1938 por la unión de dos comunidades, Pfauhausen y Steinbach, que habían intentado unirse anteriormente en 1384 y 1681. Mientras que en la primera ocasión el intento duró unas pocas décadas, el de 1681 (llevado a cabo por Franz Josef von Wernau) no duró más de 7 años.
Tras la II Guerra Mundial acogió a un numeroso contingente de refugiados húngaros. 
El primero de abril de 1968 recibió su nombramiento como ciudad oficial.

## Geografía
Wernau está situada en la ribera sureste del Neckar, y atraviesa la ciudad el río Bodenbach. En 1981 el Wernauer Baggerseen (estanques de caza) fue declarada reserva natural, extendiéndose a lo largo de 45 hectáreas. Existe otra reserva natural más pequeña, de 5.5 hectáreas, ubicada en un área de la ciudad denominada Wernauer Lehmgrube (pozos de arcilla).

## Economía
Wernau es una localización económica atractiva. Se han establecido en ella empresas tan conocidas como Bosch-Thermotechnik, la japonesa Mori seiki, el fabricante de sistemas de componentes eléctricos 2E mechatronic, mdm y el fabricante de vestidos tradicionales Perry. También tienen su sede en la ciudad compañías de artesanía y de venta al por mayor.

### Compañías basadas en Wernau
- DEWETRON Elektronische Messgeräte GmbH
- Eurotubes Thomas Klein Präzisionsdrahtführer und Löttechnik
- Junkers Gasgeräte (Bosch Gruppe) / BBT Thermotechnik

## Arte y cultura
Castillo del barón von Palm (siglo XVIII).

Castillo de los señores de Wernau.

Antigua torre de la Iglesia de San Erasmo con elementos románicos

Teatro

## Parques y ocio al aire libre
Área natural Wernauer, paraíso ornitológico

Área de conservación

Camino forestal didáctico

## Gobierno

### Ayuntamiento
Resultados del 13 de junio de 2004:
| CDU    | 32.9 % | -5.3 | 8 concejales | -1 |
| FWV    | 19.9 % | +0.2 | 4 concejales | ±0 |
| WLB/JB | 19.4 % | +4.8 | 4 concejales | +1 |
| SPD    | 17.8 % | -1.0 | 4 concejales | ±0 |
| Verdes | 10.0 % | +1.3 | 2 concejales | ±0 |

### Alcaldía
Resultados del 21 de octubre de 2007:
| Armin Elbl         | 3,358 | 64.4 % |
| Thomas Schrecklein | 1,688 | 32.0 % |
| Jürgen Lachmann    | 190   | 3.6 %  |

Total votantes: 9,123

Total votos: 5,300; 58.09% 

### Escudo
Escudo: „En plata, una banda diagonal negra con tres esferas doradas.“
El escudo de armas proviene del señor de Wernau, cuyo nombre es el origen del topónimo de la ciudad. Las tres bolas doradas simbolizan la leyenda de Nicolás, de acuerdo con la cual el obispo de Mira tiró tres bolsas de oro a través de la ventana de una casa donde vivían tres chicas pobres, dinero con el cual pudieron pagar sus bodas.

## Ciudades hermanadas
- Bonyhád,  Hungría.